# Бейбулатов, Темир-Булат
Темир-Булат Бейбулатов (кум. Темирболат Бийболат, 1879, с. Бет-аул (ныне квартал Нижнего Казанища), Дагестанская область — 1942, Карлаг) — кумыкский поэт, переводчик, фольклорист, драматург, режиссёр, композитор и актёр.

## В годы Первой мировой и Гражданской войн
В годы Первой мировой войны в звании штаб-ротмистра воевал против войск Австро-Венгрии в составе «Дикой дивизии». Вернувшись после Февральской революции на родину, в июле 1917 года Т.-Б. Бейбулатов инициировал создание «Общества театра и литературы дагестанских мусульман» (кумык. «Дагъыстан бусурманланы театр ва адабият жамияты») и стал его первым председателем. В августе 1917 года основал и возглавил редакцию первого дагестанского иллюстрированного журнала «Танг Чолпан». В 1918 —начале 1919 гг. работал заместителем редактора русскоязычной газеты «Дагестан», в которой публиковал статьи и рассказы антибольшевистского содержания. Как пишет в своей книге М. Гаджиев, в 1919 году 800 деникинцев во главе с полковником Зайцевым подошли к окраине Нижнего Казанища, к ним на встречу выехали из села офицеры Т. Бейбулатов, С. Сурхаев, старшина села Дж. Тонаев, им удалось убедить Зайцева, что в селе нет большевиков и других социалистов. Проведя успешные переговоры, они спасли селение от полного разорения.. Во второй половине 1919 года служил офицером в Добровольческой армии А. И. Деникина. В 1920 году находился в заключении советском концлагере для пленных белогвардейцев. После возвращения в Дагестан Т-Б.Бейбулатов занялся научной и просветительской деятельностью.

## В Советское время
Стал организатором и преподавателем (вместе с Н. Т. Шатровым и Б. П. Байковым) первого национального театрального техникума. С момента организации государственного Кумыкского драматического театра (1930 г.) — был музыкальным руководителем и заведующим литературной частью театра, проявил себя разносторонне одаренным человеком. Писал пьесы, музыкальные произведения, ставил спектакли и играл в них. В конце 20-х годов XX в. он снимался в кинофильме «Два ключа». В 1935 году совместно с Т. Мурадовым и X. Ханукаевым создал Ансамбль песни и танца Дагестана. В 1926 году вышла в свет первая книга Т. Бейбулатова «Сборник стихотворений и песен», в которую вошли стихотворения и поэмы, а также переведённые им на кумыкский язык произведения А. Пушкина, М. Лермонтова, М. Кольцова, И. Никитина и революционных поэтов Эжена Потье, Д. Бедного, А. Безыменского и других. В те годы им были переведены на кумыкский язык «Интернационал», «Марсельеза», «Варшавянка», «Смело, товарищи, в ногу», «Мы — кузнецы» и ряд русских народных песен. Перу Т. Бейбулатова принадлежат также исторические поэмы «Кази-Мулла», «Шамиль», «Черные дни», историко-революционная поэма «Великая революция в Дагестане», изданная отдельной книгой в 1928 году, а также поэмы «Путина на рыбных промыслах» и «Покоритель гор» о социалистических преобразованиях в Дагестане. Т. Бейбулатов внедрил в кумыкскую литературу жанры психологической и пейзажной лирики. Им был написан ряд статей о развитии литературы, театрального искусства и драматургии в Дагестане, либретто опер «Танг-Чолпан» и «Шамиль». Больших высот Т. Бейбулатов достиг в области художественного перевода. Он, в частности, перевёл на кумыкский язык поэмы А. С. Пушкина, М. Ю. Лермонтова, трагедии Шекспира «Отелло» и «Ромео и Джульетта», Лопе де Вега «Овечий источник», «Хижина дяди Тома» Г. Бичер-Стоу, драму А. С. Пушкина «Скупой рыцарь», А. Корнейчука «Гибель эскадры», Н. Погодина «Аристократы» и другие. Им была написана и музыка ко многим спектаклям. Перевёл с кумыкского на русский язык «Историю Дагестана в годы революции и гражданской войны» М.-К. Дибирова и «Адаты кумыков» М. Алибекова. В 1920—1930 гг. для основанного при его активном участии Кумыкского музыкально-драматического театра переводил на кумыкский язык пьесы В. Шекспира, Лопе де Веги, А. Пушкина. Он также переводил стихи русских и европейских поэтов. Эти переводы до сих пор считаются вершинами поэтического мастерства. В 1937 году Т.-Б. Бейбулатов, несмотря на свои неоспоримые заслуги перед советской культурой, был репрессирован. Погиб в Карагандинском лагере для инвалидов.